# 7222 Alekperov
7222 Alekperov (1981 TJ3) là một tiểu hành tinh nằm ở rìa ngoài của vành đai chính được phát hiện ngày 7 tháng 10 năm 1981 bởi T. M. Smirnova ở Đài vật lý thiên văn Crimean.